# ویلیام استوارت
ویلیام استوارت (انگلیسی: William Stewart, 2nd Viscount Mountjoy; ۱ ژانویهٔ ۱۶۷۵ – ۱۰ ژانویهٔ ۱۷۲۸) سیاستمدار و نظامی اهل دانمارک بود.